# Dalila Frihi
Dalila Frihi est une athlète algérienne. 

## Biographie
Dalila Frihi est médaillée d'argent du 5 000 mètres marche aux championnats d'Afrique 1988 à Annaba.